# Molí fariner de la Granja
El Molí fariner de la Granja és una obra de la Granja d'Escarp (Segrià) inclosa a l'Inventari del Patrimoni Arquitectònic de Catalunya.

## Descripció
Es tracta d'un molí fariner en bon estat de conservació. Roman l'estructura de planta rectangular de tres pisos feta a partir de maons arrebossats excepte a les cantonades. La coberta és de teula àrab a dos aiguavessos i sobresurten les xemeneies. Les obertures són rectangulars i es disposen de manera simètrica.
Consta també d'una estructura adossada en pitjor estat de conservació. Presentava obertures d'arc de mig punt de maó a mode de plec de llibre. Actualment estan tapiats amb carreus.